# Melchor Múzquiz de Arrieta
José Ventura Melchor Ciriaco de Eca y Múzquiz de Arrieta o Melchor Múzquiz (n. a Santa Rosa, en l'actualitat, Ciudad Melchor Múzquiz, Coahuila de Zaragoza, 5 de gener de 1790; m. a la ciutat de Mèxic el 14 de desembre, 1844) fou un soldat i polític de Mèxic. El 1832 fou el sisè president de Mèxic.
Melchor Múzquiz fou fill del tinent Blas María de Ecay y Múzquiz i de Juana Francisca de Arrieta, ambdós d'origen basc. Quan Múzquiz era estudiant, esclatà la Guerra d'independència de Mèxic, per la qual cosa abandonà els seus estudis al Colegio de San Ildefonso per integrar-se a les tropes de l'insurgent Ignacio López Rayón. Fou promogut a coronel i combaté sota les ordres de Guadalupe Victoria. Consumada la independència, Múzquiz fou governador de l'estat de Mèxic el 1824 i comandant militar de l'estat de Puebla, i poc després general de divisió.
Melchor Múzquiz assumí el càrrec de president interí de Mèxic, ja que Anastasio Bustamante havia deixat el càrrec provisionalment per combatre l'aixecament d'Antonio López de Santa Anna. Tingué una reputació d'honestedat i combaté la corrupció durant el seu mandat. Per tal d'aconseguir diners, Múzquiz implementà un impost sobre les portes i les finestres, incloent-hi els convents i les cases d'assistència.
Tanmateix, Bustamante en comptes de combatre Santa Anna, negocià la pau amb ell sense prendre Múzquiz en compte. Múzquiz, ofès, presentà la seva renúncia davant el Congrés, però no hi fou acceptada, i el demanaren que continuara governant. Santa Anna, Bustamante i Manuel Gómez Pedraza ja s'havien posat d'acord perquè Gómez Pedraza fos el nou president. Al cap d'uns dies, quan Gómez Pedraza era president, Múzquiz anà al Palau Nacional i amonestà públicament Gómez Pedraza per usurpar la presidència que legalment no el corresponia. Com a represàlia, Gómez Pedraza el destituí del seu lloc a l'exèrcit. Tot i així, el patriotisme de Múzquiz fou reconegut; fou rehabilitat al seu antic càrrec de general de divisió i després, el 1836, en instituir-se el Suprem Poder Conservador en fou elegit el president.
Múzquiz morí el 14 de desembre de 1844 a la ciutat de Mèxic en pobresa. Múzquiz fou reconegut per la seva escrupolosa honestedat en la gestió dels fons públics. El Congrés de la Unió l'atorgà el títol de Benemérito de la Patria en Grado Heroico.